# Canneto Pavese
Canneto Pavese là một đô thị ở tỉnh Pavia trong vùng of Lombardia của Ý, có cự ly khoảng 45 km về phía nam của Milan và khoảng 20 km về phía đông nam của Pavia. Tại thời điểm ngày 31 tháng 12 năm 2004, đô thị này có dân số 1.428 người và diện tích là 5,8 km².
Canneto Pavese giáp các đô thị sau: Broni, Castana, Cigognola, Montescano, Montù Beccaria, Stradella.